# Bimota YB6
La Bimota YB6 è una motocicletta costruita dalla casa motociclistica italiana Bimota dal 1988 al 1990.

## Descrizione
Presentata al Tokyo Motor Show del 1987 e progettata da Federico Martini, la YB6 montava un motore a quattro cilindri in linea a quattro tempi da 989 cm³ alimentato da quattro carburatori Mikuni da 37 mm di diametro, derivato direttamente da quello montato sulla FZR 1000 Genesis,  attraverso un accordo di fornitura tra il costruttore italiano e quello nipponico. Sviluppa 140 cavalli a 9.000 giri/min per una coppia di 11,5 mkg a 7.500 giri/min.
Questo motore, che svolge anche funzione strutturale, è circondato da un telaio perimetrale in alluminio. La frenata è assicurata da un sistema fornito dalla Brembo, grazie a due dischi da 320 mm di diametro all'anteriore con pinze assiali a quattro pistoncini e un disco da 230 mm di diametro al posteriore coadiuvato da una pinza quattro pistoncino. Sia la forcella telescopica da 42 mm all'avantreno che il monoammortizzatore al retrotreno sono della Marzocchi. I cerchi a tre razze in alluminio sono della Oscam.

## Evoluzione
In occasione della presentazione della squadra Bimota nel 1989 all'Hotel Ambasciatori di Rimini, l'azienda ha annunciato l'YB6 Exup, che utilizza il motore della FZR 1000 Exup da 1002 cc, con alesaggio e corsa di 75,5 e 56 mm con carburatori da 36 mm di diametro. La testata cambia venendo dotata di cinque valvole per cilindro, per un totale di 20. In aggiunta è presente, a valle dei collettori, la valvola a controllo elettronico Exup, che varia e ottimizza il flusso dei gas di scarico. Questo motore sviluppa 148 cavalli a 10.000 giri/min.
La parte ciclistica è identica alla YB6 standard. Il fanale posteriore rotondo è sostituito da uno con forma quadrata.
Sempre nel 1989, ma al salone di Milano, Bimota ha annunciato la YB6 Tuatara. Progettata sotto la direzione dell'ingegner Pier Luigi Marconi, il motore è sempre quello della FZR 1000 Exup, ma è alimentato dall'iniezione elettronica Weber Marelli e sviluppa 145 cavalli a 9.500 giri/min. La forcella telescopica, sempre Marzocchi, ha gli steli rovesciati.